# 赤池町
赤池町（あかいけまち）は、福岡県の北東部に位置し、田川郡に属していた町で、隣接する金田町・方城町と2006年3月6日に合併し、福智町となり、自治体としての赤池町は消滅した。
1992年から2001年まで当時日本唯一の財政再建団体に指定され、地方自治体や自治体労働組合、財政学者、マスコミなどの注目を浴びた。以下合併前日までの情勢を示す。

## 地理
福岡県の北東部に位置する。いわゆる筑豊地域の北東端に位置しており、直方市から南東へ約8km、飯塚市から北東へ約15km、田川市から北北西約10kmの場所にある。
盆地にあり、彦山川が町中央を貫流する。

## 歴史
- 1887年
  - 上野村と鋤木田村が合併、上野村となる。
  - 市津村と草場村が合併、市場村となる。
- 1889年4月1日 - 町村制施行により、上野村、市場村、赤池村が合併、田川郡上野村が成立。
- 1939年（昭和14年） - 11月３日 - 上野村が町制施行。赤池町となる[1]。
- 1943年（昭和18年）-　４月１日 - 赤池保育園開園[1]。
- 1947年（昭和22年） - 4月19日 - 赤池中学校竣工[1]。
- 1947年（昭和22年） - 12月 - 上野小学校給食開始[1]。
- 1949年（昭和24年） - ４月 - 市場小学校給食開始[1]。
- 1950年（昭和25年） - 上野峡県立筑豊公園に指定[1]。
- 1952年（昭和27年）- 1月1日 - 市場保育園設立[2]。
- 1955年（昭和30年）- 11月9日 - 明治鉱業赤池鉱業所第3坑の採炭現場でガス爆発事故。作業員60人が死亡[3]。
- 1969年（昭和44年） - 6月4日 - 赤池郵便局を稲荷町の赤池駅前通りに改設移転[4]。
- 1969年（昭和44年） ｰ12月 - 町立病院新築[5]。
- 1971年（昭和46年）-　６月１日 - 市場小学校新校舎落成、給食センター落成[6]。
- 1971年（昭和46年）- 9月 - 中尾保育所創設[7]。
- 1971年（昭和46年） - 完全給食開始[8]。
- 1971年（昭和46年） - 11月4日 - 小竹〜赤池バイパス線開通する[9]。
- 1973年（昭和48年） - 11月３日 - 町民会館落成[10]。
- 1974年（昭和49年）-7月２日 -　 赤池中学校新校舎落成[11]。
- 1975年（昭和50年）　- 3月 - 下田川清掃センター開設される[12]。
- 1975年（昭和50年）　- 田川農協市場分所改築される[13]。
- 1977年（昭和52年） - 3月 - 上野小学校本館新築落成[14]。
- 1977年（昭和52年） - 3月31日　- 田川〜直方線バイパスの鋤木田、大谷間全面開通になる[15]。
- 1977年（昭和52年） - 町民綜合グラウンド開設される[16]。
- 1981年（昭和56年） - 田川〜直方線バイパス全線開通[9]。
- 1992年（平成4年） - 2月14日 - 赤池町、財政再建準用団体に指定[17]。
- 1992年（平成4年） - 下田川し尿処理施設完成[17]。
- 2001年12月13日 - 財政再建完了。
- 2002年（平成14年） - 10月 - 上野の里ふれあい交流会館完成[17]。
- 2003年（平成15年） - 8月- 下田川三町任意合併協議会発足[17]。
- 2004年（平成16年） - 4月 - 赤池町・金田町・方城町合併協議会設置[18]。
- 2005年（平成17年） - 4月 - 総合保健施設「コスモス」落成[18]。
- 2006年3月6日 - 金田町、方城町と合併し福智町誕生、自治体としての赤池町は消滅。

## 行政

### 財政再建団体としての赤池町
赤池町は財政再建団体に転落していた時期があったが、これは赤池町が特別財政の運用の問題があったわけではない。実際に、赤池町の周辺町村である金田町、香春町、方城町が再建団体となったことがあり、これらの町は高度経済成長期に筑豊地方が経験した石炭業の浮き沈みに影響されたためである。ただ、土地開発公社の失敗による債務が決定打となっている。
財政再建団体となった赤池町は、財政再建十二年計画を作成し、町営住宅・公民館・町営球場、証明書発行手数料、水道料の値上げをし、住宅新築資金等貸付事業、特別保育被服貸与や進学奨学金の廃止をし、各種文化・スポーツ団体に出していた補助金を半分以上削減した。それにもかかわらず、議員定数削減案は議会によって否決された。道路補修なども外注が困難になったため、職員が自らの手で行うということもあった。定数削減以外の徹底した財政再建により、予定よりも2年前倒しで早期再建が実現した。この赤池町を視察する自治体は数多くある。

## 産業
特産品として上野焼（伝統工芸品）がある。

## 地域

### 教育

#### 中学校
- 赤池町立赤池中学校

#### 小学校
- 赤池町立上野小学校
- 赤池町立市場小学校

## 交通

### 鉄道
- 平成筑豊鉄道
  - 伊田線 ： 市場駅 - ふれあい生力駅 - 赤池駅

### 道路
- 高速道路のインターチェンジは九州自動車道八幡インターチェンジが最寄り。

#### 主要地方道
- 福岡県道22号田川直方線
- 福岡県道62号北九州小竹線
- 福岡県道95号添田赤池線

#### 一般県道
- 福岡県道406号赤池糸田線
- 福岡県道419号夏吉直方線

## 名所・旧跡・観光
- 上野焼窯元

## 著名な出身者
- 田中六助（衆議院議員）
- 武田良太（衆議院議員）
- 黒土孝司（福智町長）
- 皆川ヨ子（女性長寿世界一）